# Пахар (Україна)
Па́хар — село в Україні, у Нікопольському районі Дніпропетровської області. Входить до складу Першотравневської сільської громади. 
Колишній орган місцевого самоврядування — Криничуватська сільська рада. Населення — 12 мешканців.

## Географія
Село Пахар знаходиться на відстані 1,5 км від села Лукіївка і за 2 км від села Змагання. По селу протікає пересихаючий струмок з загатою. Поруч проходить автомобільна дорога Т 0435.

## Історія
12 червня 2020 року, відповідно до розпорядження Кабінету Міністрів України № 709-р від «Про визначення адміністративних центрів та затвердження територій територіальних громад Дніпропетровської області», увійшло до складу Першотравневської сільської громади.
19 липня 2020 року, в результаті адміністративно-територіальної реформи і ліквідації Нікопольського району(1923—2020), село увійшло до складу новоутвореного Нікопольського району.

## Населення

### Мова
Розподіл населення за рідною мовою за даними перепису 2001 року:
| Мова       | Кількість | Відсоток |
| ---------- | --------- | -------- |
| українська | 10        | 83.33%   |
| російська  | 2         | 16.67%   |
| Усього     | 12        | 100%     |